# 伊丹市立西中学校
伊丹市立西中学校（いたみしりつ にしちゅうがっこう）は、兵庫県伊丹市昆陽東に所在する公立中学校。

## 部活動

### 運動部
- 野球部
- 陸上競技部
- 剣道部
- 女子バレーボール部
- バスケットボール部
- ソフトテニス部
- 卓球部
- サッカー部
- ソフトボール部

### 文化部
- 吹奏楽部
- 美術部
- 放送部
- 科学研究部
- 演劇部

## 通学区域
- 行基町、昆陽1丁目～7丁目、8丁目（44番地～47番地、49番地1、2、50番地～70番地、85番地を除く）、昆陽池、昆陽泉町、昆陽北1丁目1番～4番、2丁目、昆陽東、昆陽南1丁目、2丁目1番、4丁目（7番57号1、2を除く）、鈴原町1丁目～8丁目、千僧、寺本東1丁目1番7号～12号、松ケ丘[1]

## 通学区域が隣接している学校
- 伊丹市立東中学校
- 伊丹市立北中学校
- 伊丹市立南中学校
- 伊丹市立笹原中学校
- 伊丹市立松崎中学校
- 伊丹市立天王寺川中学校

## 著名な出身者
- 有村架純（女優）
- 柴田凌（オリックス・バファローズ通訳）
- 東谷義和（YouTuber、元参議院議員）